# Ashes Tour 1932/33
Die Ashes Tour 1932/33 war die Tour der englischen Cricket-Nationalmannschaft, die die 29. Austragung der Ashes beinhaltete, und wurde zwischen dem 2. Dezember 1932 und 28. Februar 1933 durchgeführt. Die Ashes Series  1932/33 selbst wurde in Form von fünf Testspielen zwischen Australien und England ausgetragen. Austragungsorte waren jeweils australische Stadien. Die Tour beinhaltete neben der Testserie eine Reihe weiterer Spiele zwischen den beiden Mannschaften im Winter 1932/33. England gewann die Serie 4–1.
Die Serie ist auch als Bodyline series bekannt, da die englische Mannschaft mit dem sogenannten fast leg theory bowling arbeitete, die das direkte fast bowling auf den Körper beinhaltete.

## Vorgeschichte
Für beide Mannschaften war es die erste Tour der Saison. Das letzte Aufeinandertreffen der beiden Mannschaften bei einer Tour fand in der Saison 1930 in England statt.

## Stadien
Die folgenden Stadien wurden für die Tour als Austragungsort vorgesehen.
| Stadion                  | Stadt     | Kapazität | Spiele       |
| ------------------------ | --------- | --------- | ------------ |
| Adelaide Oval            | Adelaide  | 53.583    | 3. Test      |
| The Gabba                | Brisbane  | 42.000    | 4. Test      |
| Melbourne Cricket Ground | Melbourne | 100.024   | 2. Test      |
| Sydney Cricket Ground    | Sydney    | 48.000    | 1. & 5. Test |

## Kaderlisten
Die Mannschaften benannten die folgenden Kader.
| Test | Test |
| Australien | England |
| --- | --- |
| - Harry Alexander - Donald Bradman - Ernie Bromley - Rick Darling - Jack Fingleton - Clarrie Grimmett - Bert Ironmonger - Alan Kippax - Perker Lee - Hammy Love - Stan McCabe - Lisle Nagel - Leo O’Brien - Bill O’Reilly - Bert Oldfield - Bill Ponsford - Vic Richardson - Tim Wall - Bill Woodfull | - David Allen - Les Ames - Bill Bowes - Wally Hammond - Douglas Jardine - Harold Larwood - Maurice Leyland - Tommy Mitchell - Eddie Paynter - Herbert Sutcliffe - Hedley Verity - Bill Voce - Bob Wyatt - Nawab of Pataudi |

## Tests

### Erster Test in Sydney
| 2. – 7. Dezember Scorecard | Sydney | Australien 360 (102.2) & 164 (63.3) | – | England 524 (229.4) & 1-0 (0.1) |
|                            |        | England gewinnt mit 10 Wickets      |   |                                 |

### Zweiter Test in Melbourne
| 30. Dezember – 3. Januar Scorecard | Melbourne | Australien 228 (86.3) & 191 (56.5) | – | England 169 (85.3) & 139 (55.1) |
|                                    |           | Australien gewinnt mit 111 Runs    |   |                                 |

### Dritter Test in Adelaide
| 13. – 19. Januar Scorecard | Adelaide | England 341 (146.1) & 412 (191.3) | – | Australien 222 (95.4) & 193 (69.2) |
|                            |          | England gewinnt mit 338 Runs      |   |                                    |

### Vierter Test in Brisbane
| 10. – 16. Februar Scorecard | Brisbane | Australien 340 (121) & 175 (68.3) | – | England 356 (185.4) & 162-4 (79.4) |
|                             |          | England gewinnt mit 6 Wickets     |   |                                    |

### Fünfter Test in Sydney
| 23. – 28. Februar Scorecard | Sydney | Australien 435 (108.2) & 182 (54.4) | – | England 454 (171.2) & 168-2 (71.2) |
|                             |        | England gewinnt mit 8 Wickets       |   |                                    |

## Bodyline Series
Beim vorhergehenden Aufeinandertreffen der beiden Mannschaften 1930 war England deutlich den Australiern unterlegen, was vor allem an deren Batsman Don Bradman lag. Um diesem zu begegnen, ernannte der für die Nationalmannschaft verantwortliche Marylebone Cricket Club mit Douglas Jardine einen neuen Kapitän. Dieser meinte eine Schwäche von Bradman darin erkannt zu haben, dass dieser Probleme mit hohen auf den Körper gespielten Bällen habe. Dazu benötigte er einen Bowler der nicht nur schnelle Bälle werfen konnte, sondern diese auch sehr exakt platzieren konnte. Diesen fand Jardine in Harold Larwood. Die Strategie sah weiterhin vor, so viele Feldspieler auf die Leg-Seite des Feldes zu platzieren, dass ein Ausweichen oder Schutz des Körpers durch den Schlagmann mit hoher Wahrscheinlichkeit zu seinem Ausscheiden führte. Die Strategie war darauf ausgelegt den Gegner einzuschüchtern und ihn so zu Fehlern zu zwingen.
Im ersten Spiel fehlte Bradman und die neue Strategie ging dennoch auf, sorgte aber auch zugleich für Proteste. Beim zweiten Spiel war Bradman wieder dabei und auch wenn Australien gewann, wurde die Strategie als gefährlich und unsportlich von den Australiern angesehen.
Beim dritten Test in Adelaide eskalierte die Situation als nach einem Treffer des australischen Kapitäns in der Herzgegend die Zuschauer in ausschweifenden Buhrufen übergingen. Jardine kommentierte den Wurf zu Larwood mit „Well bowled Harold“ („Gut gebowlt Harold“) was zur Folge hatte, dass das Außenfeld mit Polizeischutz versehen werden musste. Im Folgenden wurde der Australier Bert Oldfield ebenfalls getroffen und erlitt eine Schädelfraktur.
Der Tour-Manager des MCC versuchte die Situation zu beruhigen und sprach mit dem australischen Kapitän, der jedoch antwortete: „I don't want to see you Mr Warner. There are two teams out there; one is trying to play cricket and the other is not. The matter is in your hands, Mr Warner, and I have nothing further to say to you. Good afternoon.“ („Ich möchte sie nicht sehen Mr. Warner. Da draußen gibt es zwei Mannschaften, eine versucht Cricket zu spielen, die andere nicht. Es liegt in ihrer Hand, Mr. Warner, und ich habe nichts weiter zu sagen. Guten Tag.“)
Im Folgenden sendete der australische Verband eine Nachricht zum MCC in England und beschwerte sich über unsportliches Verhalten. Der MCC antwortete, dass er sich gar nicht vorstellen könne das ein Team des MCC geführt von einem „Gentleman“ wie Douglas Jardine überhaupt unsportlich handeln könne. Jardine eskalierte die Situation weiter, indem er verkündete, dass sein Team die letzten zwei Tests nicht bestreiten würde wenn die Australier die vorwürfe nicht zurücknehmen würden. Dies sorgte für Verstimmungen auf diplomatischer Ebene, da beide Regierungen ihre Mannschaften unterstützten. Erst ein Rückzug des australischen Premierministers Joseph Lyons beruhigte die Lage, der die Auswirkungen eines Boykotts australischer Waren in England für die heimische Wirtschaft fürchtete.
England gewann die Serie. Zurück in England war es zunächst nur der Teammanager Warner der die Strategie des Bodylines kritisch betrachtete. Erst als im folgenden Sommer beider Tour der West Indies in England der MCC die Taktik gegen die eigene Mannschaft angewandt sah, setzte dieser den Prozess für Regeländerungen in Kraft um der Bodyline-Strategie zu begegnen machten. Für Larwood war der letzte Test in Sydney der letzte Test seiner Karriere.